# Anton Łazariew
Anton Pawłowicz Łazariew, ros. Антон Павлович Лазарев (ur. 29 maja 1990 w Czelabińsku) – rosyjski hokeista.
Syn Pawła (ur. 1970), także hokeisty i trenera.

## Kariera
- Traktor 2 Czelabińsk (2005-2006)
- Chimik 2 Mytiszczi (2006-2008)
- Atłant Mytiszczi (2007-2011)
- Mytiszczinskie Atłanty (2009-2011)
- HK Riazań (2010)
- Mietałłurg Nowokuźnieck (2011-2013)
  -  Jermak Angarsk (2012)
  -  Kuznieckie Miedwiedi Nowokuźnieck (2012)
- Awtomobilist Jekaterynburg (2013-2015)
- Saławat Jułajew Ufa (2015-2017)
- Witiaź Podolsk (2017-2018)
- Amur Chabarowsk (2018-2020)
- Traktor Czelabińsk (2020)
- Kunlun Red Star (2020-2021)
- Nieftianik Almietjewsk (2021-2022)
- HK Riazań-WDW (2022)
- HK Tambow (2022-)

Wychowanek Traktora Czelabińsk. Od maja 2013 zawodnik Awtomobilista Jekaterynburg w lidze KHL. Od maja 2015 zawodnik Saławatu. W listopadzie 2017 przeszedł do Witiazia Podolsk. W listopadzie 2018 przetransferowany do Amura. Od maja 2020 zawodnik Traktora. W grudniu 2020 jego kontrakt został rozwiązany, po czym zawodnik związał się roczną umową z chińskim klubem Kunlun Red Star. Z końcem kwietnia 2021 odszedł z klubu. W lipcu 2021 związał się kontraktem próbnym ze Spartakiem Moskwa. We wrześniu 2021 został zaangażowany przez Nieftianik Almietjewsk. Pod koniec marca 2022 ogłoszono jego odejście z klubu. Na początku sezonu 2022/2023 był graczem HK Riazań-WDW, a w październiku 2022 przeszedł do HK Tambow.

## Sukcesy
Reprezentacyjne
- Srebrny medal mistrzostw świata juniorów do lat 18: 2008
- Złoty medal zimowej uniwersjady: 2011

Indywidualne
- MHL (2010/2011): Mecz Gwiazd MHL